# جو كونتي
جو كونتي (بالإنجليزية: Joe Conti)‏ هو سياسي أمريكي، ولد في 13 مايو 1954 في الولايات المتحدة. حزبياً، نشط في الحزب الجمهوري. وقد انتخب عضو مجلس ولاية بنسيلفانيا وانتخب عضو مجلس نواب بنسيلفانيا.